# Shieling

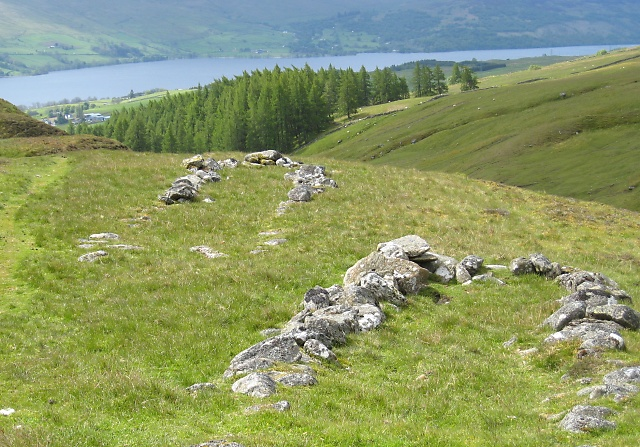
Substructions de shielings sur les hauteurs du loch Tay, en Écosse.

Le shieling (irlandais airghe, mannois eary, littéralement « pâturage d'été », gallois hafod) est une ancienne habitation d'estive rencontrée dans les zones insulaires des îles Britanniques, comme les Hébrides ou l'île de Man, et dont les plus anciens spécimens remontent à l'époque viking (vers l'an 1000). Le terme shieling vient probablement du norrois skáli (« hutte », « abri »). Les shielings n'étaient habités que de façon saisonnière. L'été, les hommes s'y rendaient avec leurs troupeaux.

## Histoire
Les shielings sont des habitations rustiques, construites généralement en altitude. Certains ont été élevés sur les restes de cairns préhistoriques, comme à Buaile Maari (paroisse de North Uist). L'été, des habitants des vallées et des plaines venaient y vivre environ huit semaines, de juin à août avec leurs troupeaux, qui y trouvaient une herbe plus grasse. Outre que ce mode de vie permettait aux animaux de bénéficier tout au long de l'année d'une alimentation de qualité, le déplacement vers les shielings l'été ou estivage favorisait aussi la repousse de l'herbe dans les basses terres, en l'absence des bêtes.
La présence de nombreux shielings dans les zones d'altitude laisse supposer que ces régions bénéficiaient à cette époque de ressources naturelles plus riches qu'aujourd'hui.

## Vie dans les shielings
Au début de la saison estivale, les hommes venaient rendre visite aux shielings restés vides les dix mois précédents. Ils réalisaient alors les travaux nécessaires pour que les habitations puissent accueillir la famille. Puis, femmes et enfants venaient y emménager, accompagnés des troupeaux. Souvent, les hommes profitaient de ce que la famille vive dans le shieling pour consacrer les deux mois qui se présentaient à réparer la maison située dans les basses terres. L'emplacement des shielings n'était pas dû au hasard. On les construisait à proximité d'une source d'eau vive et, de préférence, sur une butte pour ne pas recevoir l'écoulement des eaux d'orage, fréquents en cette saison sur les hauteurs.
Des enclos, destinés à recevoir les bêtes, étaient construits sur une surface attenante au shieling.

## Localisation

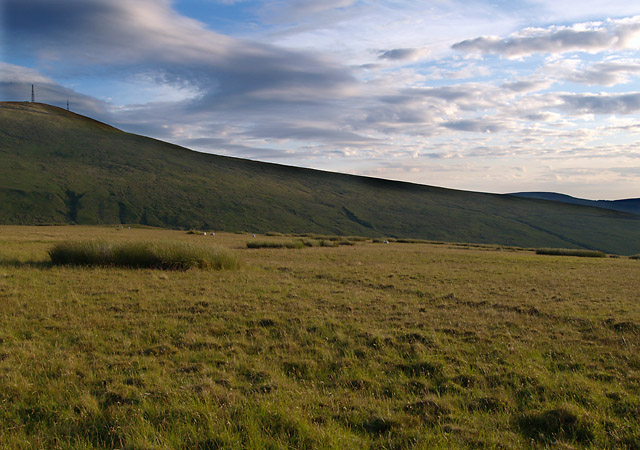
Restes de shielings, visibles d'après les joncs poussant à l'intérieur, près du mont Snaefell, sur l'île de Man.

De nombreux toponymes écossais, irlandais et mannois ont un rapport avec les shielings. Parmi ceux-ci figurent :
- Airigh Sheilich (« Shieling du saule »), Cashel (Irlande),
- Curragh na Aary (« Marais du shieling »), Marown (île de Man),
- Tom na h-Airidhe (« Butte du shieling »), Glen Fruin (Écosse).